# فیلیپ وارین
فیلیپ وارین یا فیلیپ وارَن، (به فرانسوی: Philippe Varin) (زادهٔ ۸ اوت ۱۹۵۲) کارآفرین و مدیر ارشد اجراییِ فرانسوی است که از سال ۲۰۰۹ تا ۲۰۱۳ به‌عنوان مدیر عامل اجرایی شرکت پژو سیتروئن فعالیت می‌کرد.